# Kayk
Kayk (in armeno Կայք?, anche chiamato Kayq, Mulki, Mulk'i e Mulqi; precedentemente Melkum-Kendi) è un comune dell'Armenia di 554 abitanti (2001) della provincia di Aragatsotn.